# Elimination Chamber 2018
Elimination Chamber (2018) was een professioneel worstel-pay-per-view (PPV) en WWE Network evenement dat georganiseerd werd door WWE voor hun Raw brand. Het was de 8ste editie van Elimination Chamber en vond plaats op 25 februari 2018 in het T-Mobile Arena in het Las Vegas Valley in Paradise, Nevada. Het was de laatste Raw-exclusieve pay-per-view onder de tweede merkverdeling, want na WrestleMania 34 werden alle WWE pay-per-views dual-branded, met worstelaars uit zowel de Raw als SmackDown. Het evenement van 2018 was ook het eerste evenement met 7 deelnemers aan het Elimination Chamber match, het eerste evenement met een Elimination Chamber match voor vrouwen en de eerste Raw-exclusieve pay-per-view sinds de herintroductie van de merkextensie in 2016 waar geen matches waren van de 205 Live brand.

## Matches
| Nr. | Match                                                                                               | Winnaar(s)                   | Opmerkingen                                                                             | Bron  |
| --- | --------------------------------------------------------------------------------------------------- | ---------------------------- | --------------------------------------------------------------------------------------- | ----- |
| 1p  | Luke Gallows & Karl Anderson vs. The Miztourage (Bo Dallas & Curtis Axel)                           | Luke Gallows & Karl Anderson | Tag Team match.                                                                         | [ 3 ] |
| 2   | Alexa Bliss (c) vs. Sasha Banks vs. Bayley vs. Mickie James vs. Sonya Deville vs. Mandy Rose        | Alexa Bliss                  | Elimination Chamber match voor het WWE Raw Women's Championship.                        | [ 3 ] |
| 3   | Cesaro & Sheamus (c) vs. Titus Worldwide (Apollo & Titus O'Neil) (met Dana Brooke)                  | Cesaro & Sheamus             | Tag Team match voor het WWE Raw Tag Team Championship.                                  | [ 3 ] |
| 4   | Asuka vs. Nia Jax                                                                                   | Asuka                        | Eén-op-één match.                                                                       | [ 3 ] |
| 5   | Matt Hardy vs. Bray Wyatt                                                                           | Matt Hardy                   | Eén-op-één match.                                                                       | [ 3 ] |
| 6   | Roman Reigns vs. Braun Strowman vs. Seth Rollins vs. Finn Bálor vs. John Cena vs. Elias vs. The Miz | Roman Reigns                 | Elimination Chamber match voor een WWE Universal Championship match op WrestleMania 34. | [ 3 ] |